# 1258

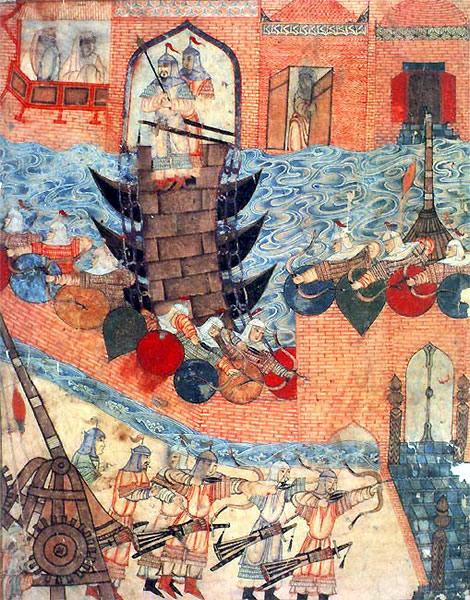
De Mongoolse inname van Bagdad

Het jaar 1258 is het 58e jaar in de 13e eeuw volgens de christelijke jaartelling.

## Gebeurtenissen
januari
- 29 - Begin van het Beleg van Bagdad.

februari
- 10 - De Mongolen onder leiding van Hulagu Khan nemen Bagdad in en verwoesten de stad. Daarbij worden naar schatting 800.000 burgers gedood.
  - Met de dood van Al-Musta'sim eindigt het kalifaat der Abbasiden.

mei
- 11 - verdrag van Corbeil: Jacobus I van Aragon en Lodewijk IX van Frankrijk leggen hun wederzijdse grens vast.

juni
- 9 - De stad Groningen sluit vrede met het kwartier Fivelingo van de Ommelanden.

juli
- 17 - Een dag na de ratificatie van het Verdrag van Corbeil draagt Jacobus van Aragon zijn rechten op het graafschap Provence over aan zijn achternicht Margaretha van Provence, de vrouw van Lodewijk van Frankrijk. Hierdoor komt uiteindelijk ook dit graafschap aan de Franse kroon.

augustus
- 10 - Nadat het gerucht gaat dat Konradijn is overleden, laat zijn halfoom Manfred die voor hem als stadhouder in Sicilië optreedt, zich tot koning uitroepen. Als blijkt dat Konradijn nog leeft, blijft Manfred met steun van de bevolking het koningschap claimen.

zonder datum
- Stichting van L'Aquila.
- Rhenen krijgt stadsrechten.
- De vulkaanuitbarsting in het voorgaande jaar van de Samalas zorgt voor zware regenval en kou in de zomer, met misoogsten en hongersnoden tot gevolg in Europa en Azië.
- oudst bekende vermelding: Stabroek (9 juni)

## Opvolging
- Gorizia en Tirol - Meinhard I opgevolgd door zijn zoons Albert I en Meinhard II
- Nicea - Theodoros II Laskaris opgevolgd door zijn zoon Johannes IV Laskaris
- Orde van Sint Jan van Jeruzalem - Guillaume de Châteauneuf opgevolgd door Hugues de Revel
- Vietnam - Trần Thái Tông opgevolgd door Trần Thánh Tông

## Afbeeldingen

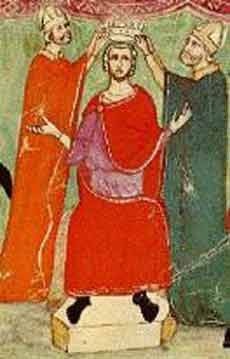
Kroning van Manfred van Sicilië
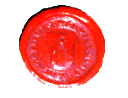
Zegel op het Verdrag van Corbeil
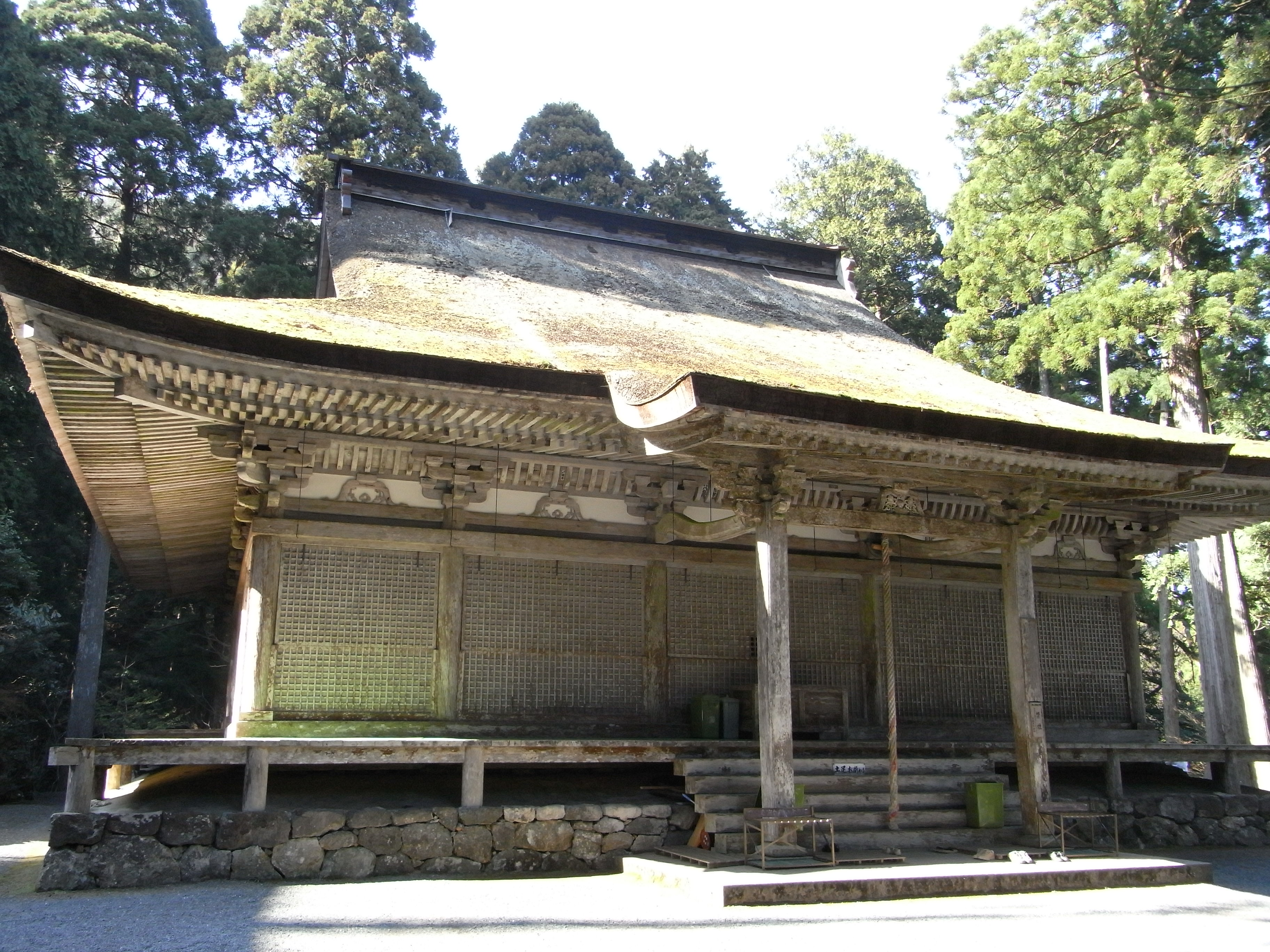
Myōtsū-ji, Obama, Japan (1258)

## Geboren
- 12 mei - Sancho IV, koning van Castilië en Leon (1284-1295)
- Osman I, stichter van het Ottomaanse Rijk
- Arghun, Il-khan van Iran (1284-1291) (jaartal bij benadering)
- Hendrik IV, groothertog van Polen (1288-1290) (jaartal bij benadering)

## Overleden
- 20 februari - al-Musta'sim, laatste kalief van Bagdad (1244-1258)
- 26 maart - Floris de Voogd (~29), regent van Holland
- 5 april - Juliana van Cornillon (~65), Belgisch mystica
- 22 juli - Meinhard I/III, graaf van Gorizia en Tirol
- 16 augustus - Theodoros II Laskaris (36), keizer van Nicea (1254-1258)
- 8 november (vermoedelijke datum) - Grimislava van Kiev, echtgenote van Leszek I van Polen
- Abu al-Hasan al-Shadil (~62), Marokkaans soefi-meester
- Ada van Holland, Hollands abdis
- Godschalk II van Schwalenberg, Duits edelman
- Guillaume de Châteauneuf, grootmeester van de Orde van Sint Jan van Jeruzalem